# Тыналиев, Карыбек
Карыбек Тыналиев — советский хозяйственный, государственный и политический деятель, заслуженный работник сельского хозяйства Кыргызской Республики, доктор экономических наук.

## Биография
Родился в 1933 году в селе Кызыл-Туу. Член КПСС.
С 1956 года — на хозяйственной, общественной и политической работе. В 1956—2000 гг. — участковый зоотехник Ак-Талайского районного ЦПП, главный зоотехник колхоза имени Калинина, главный зоотехник Нарынского государственного племенного конного завода, начальник управления сельского хозяйства Нарынского обкома КП Киргизской ССР, заведующий отделом животноводства, начальник Кочкорского районного производственного управления, 1-й секретарь Жумгальского райкома КП Киргизской ССР, председатель Нарынского облисполкома, заместитель председателя Госплана Киргизской ССР, министр плодоовощного производства Киргизской ССР, генеральный директор научно-производственного строительного объединения кормовых, пастбищных и мелиоративных сооружений.
Избирался депутатом Верховного Совета Киргизской ССР 7-12-го созывов.
Умер в Бишкеке в 2000 году.